# Liste der Ämter und Vogteien im Fürstentum Lüneburg

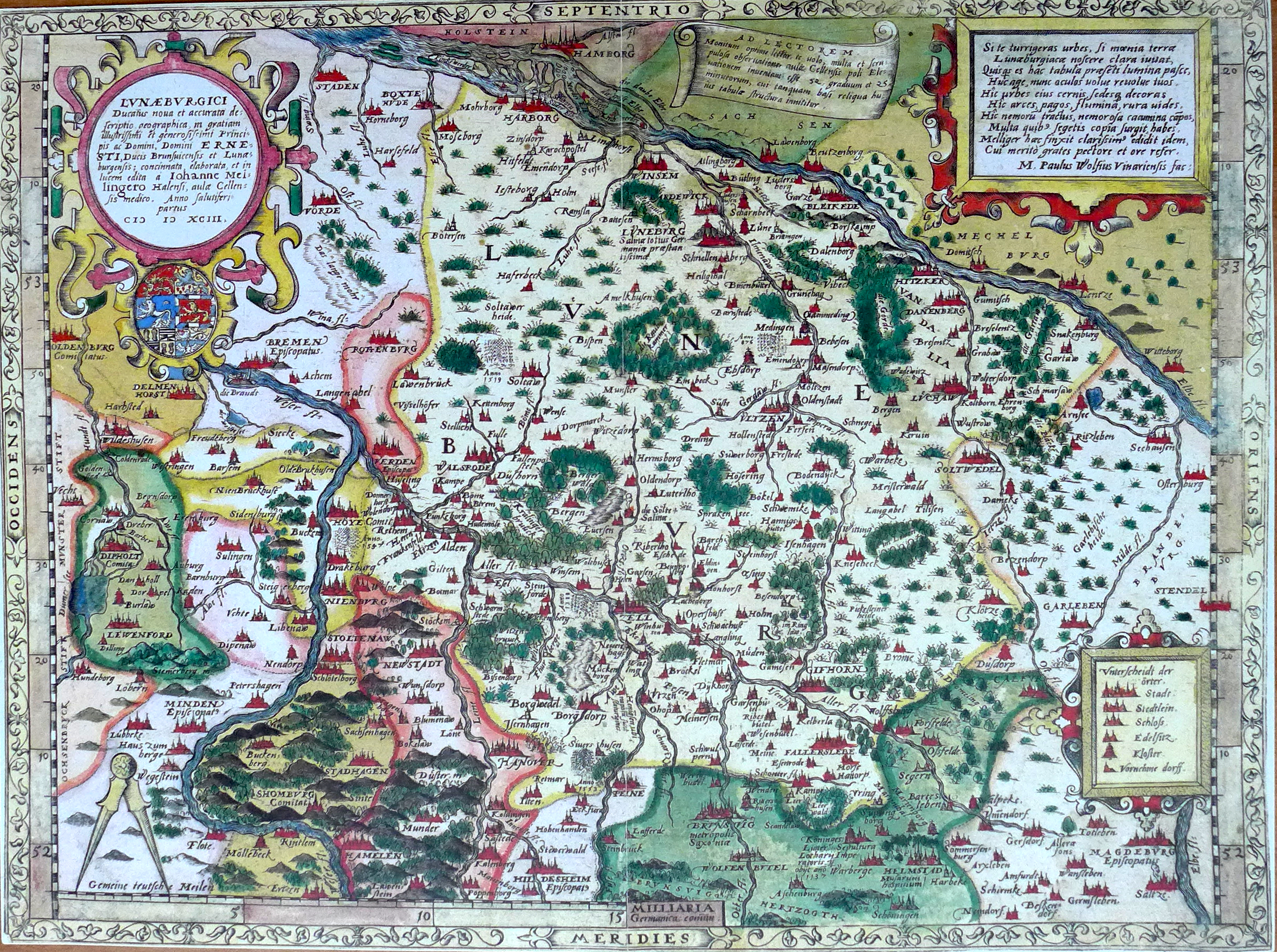
Karte des Fürstentums Lüneburg von Johannes Mellinger, 1593

Die Liste der Ämter und Vogteien im Fürstentum Lüneburg beschreibt die lokalen Verwaltungsstrukturen des Fürstentums Lüneburg.
Im 13. und 14. Jahrhundert dienten Gogerichte der lokalen Verwaltung des Landes. Beginnend im 13. Jahrhundert waren im Fürstentum Lüneburg Vogteien als Träger der Lokalverwaltung entstanden. Über den Entstehungsprozess gibt es jedoch nur geringe Kenntnisse. Seit dem 16. Jahrhundert setzte sich die Bezeichnung Amt durch, die Unterbezirke der Ämter wurden als Vogteien bezeichnet. Der Ämterbildungsprozess war im 16. Jahrhundert nach der Reformation mit der Entstehung der Klosterämter in seinen Grundzügen abgeschlossen.
An der Spitze der Ämter stand ein Amtmann, der vom Herzog eingesetzt wurde. Zum Amt gehörte der so genannte Amtshof, der ursprünglich vom Amtmann selber verwaltet, seit dem 17. Jahrhundert jedoch meist verpachtet wurde. Unterstellt waren die Ämter der herzoglichen Finanzverwaltung, der Rentkammer in Celle. Die Ämter nahmen die herzoglichen Herrschaftsrechte wahr und waren an der Erhebung landesherrlicher Steuern beteiligt. Insbesondere waren sie erstinstanzlicher Gerichtsstandort für alle Zivilstreitigkeiten und niederen Strafgerichtsfälle. Zudem waren sie Verwaltungsmittelpunkt für den herzoglichen Grundbesitz, d. h., sie erhoben die dem Herzog zustehenden grundherrschaftlichen Abgaben.
Die Ämterverfassung blieb auch nach dem Anfall des Fürstentums Lüneburg an das Kurfürstentum und spätere Königreich Hannover bestehen. Im 19. Jahrhundert kam es zu einer umfangreichen Reform der Ämterverfassung, infolge derer die Anzahl der Ämter zunächst stark reduziert und die adeligen Patrimonialgerichte aufgehoben wurden. Nach der preußischen Annexion Hannovers wurden aus den verbliebenen Ämtern 1885 schließlich Landkreise als neue Verwaltungseinheiten gebildet.

## Liste der Ämter und Vogteien
Erläuterung: Die Auflistung der Ämter und Vogteien basiert auf dem Ämteratlas des Johannes Mellinger und beschreibt die verwaltungsrechtliche Einteilung des Landes um das Jahr 1600. Nicht aufgeführt werden die geschlossenen adeligen Gerichte sowie die Ämter der Grafschaften Hoya und Diepholz. Die einzelnen Kartenblätter entstammen der 2001 veröffentlichten Reproduktion eines Atlasses von Mellinger. Diese Edition greift auf die älteste der fünf Kopien aus dem 17. Jahrhundert zurück: auf die im Niedersächsischen Landesarchiv, Abteilung Hannover lagernde, die auf ca. 1678 datiert wird. Die Kartenblätter der Ämter Lüne und Scharnbeck stammen aus dem Bestand der Staats- und Universitätsbibliothek Göttingen, da sie im Exemplar des Landesarchivs in Hannover nur noch als Nachzeichnung aus dem 20. Jahrhundert vorhanden sind.
| Name (Lage)                   | Karte | Geschichte der Vogtei |
| ----------------------------- | ----- | --- |
| Amt Celle                     |       | Das Amt Celle wurde bis in das 16. Jahrhundert als Vogtei Celle, dann als Amt Celle und seit der Mitte des 17. Jahrhunderts schließlich als Großvogtei Celle bezeichnet. Es umfasste Teile der heutigen Landkreise Celle und Heidekreis sowie der Region Hannover und diente vorwiegend zur Versorgung des Celler Hofes. Als einziges der Ämter des Fürstentums Lüneburg war es zu keinem Zeitpunkt verpfändet. Der Vogtei stand der Großvogt, bis ins 16. Jahrhundert als Vogt von Celle, vor. Er war neben seinen Aufgaben in der Lokalverwaltung auch zuständig für die Aufsicht über die Hofverwaltung und war eines der wichtigsten Mitglieder der Zentralverwaltung des Fürstentums Lüneburg. Anfang des 17. Jahrhunderts gliederte sich das Amt Celle in die zwölf Vogteien Celle, Eicklingen, Bedenbostel, Hermannsburg, Bergen, Winsen an der Aller, Esel, Soltau, Fallingbostel, Bissendorf, Burgwedel und Ilten. |
| Burgvogtei Celle ()           |       | Die Burgvogtei Celle bildete einen engeren Bezirk um das Celler Schloss. Bis ins 17. Jahrhundert wurde sie teilweise als Vogtei Schließerey bezeichnet, da die Vogtei dem sogenannten Sluter, dem Burgvogt von Celle, unterstand. Laut dem Celler Schatzregister von 1438 umfasste die Vogtei zu diesem Zeitpunkt die Kirchspiele zu Altencelle und zu Hehlen und hatte damit im Wesentlichen bereits den Umfang, der auch noch im 18. Jahrhundert belegt ist. Die Stadt Celle selbst unterstand als kanzleisässige Stadt nicht dem Vogt. In der Vogtei bestand ursprünglich ein Gogericht, dessen Gerichtsrechte aber bereits im 14. Jahrhundert auf die Vogtei Celle übergegangen waren. |
| Vogtei Eicklingen ()          |       | Die Vogtei Eicklingen umfasste im Jahr 1438 die Kirchspiele Wienhausen, Langlingen, Müden, Bröckel und Teile der Kirchspiele Nienhagen und Päse. Es hatte damit zu dieser Zeit bereits den Umfang, der auch für das 18. Jahrhundert belegt ist. Die Vogtei bildete ursprünglich einen Go, dessen Gerichtsrechte aber bereits im 15. Jahrhundert auf die Vogtei Celle übergegangen waren. Ein Gogreve, der für 1461 noch belegt ist, war zu dieser Zeit nur noch ein untergeordneter Beamter des Celler Vogtes. Seit dem 17. Jahrhundert wurde die Vogtei als Amtsvogtei Eicklingen bezeichnet. |
| Vogtei Bedenbostel ()         |       | Die Vogtei Bedenbostel wurde bis in das 15. Jahrhundert als Vogtei auf dem Grethe, dann als Vogtei Bedenbostel und im 18. Jahrhundert schließlich als Amtsvogtei Bedenbostel bezeichnet. 1438 gehörten 21 Ortschaften der Kirchspiele Bedenbostel und Esche zur Vogtei, im 18. Jahrhundert umfasste die Vogtei dann 32 Ortschaften der Kirchspiele Bedenbostel, Höhne, Eldingen und Esche. Zu dieser Zeit wurde die Vogtei unterteilt in die (Unter-)Vogteien Höhne und Esche. Auf dem Gebiet der Vogtei bestand ursprünglich ein Go, auf den ein Landgericht zurückgeht, welches noch im 17. Jahrhundert in Bedenbostel abgehalten wurde. |
| Vogtei Hermannsburg ()        |       | Die Vogtei Hermannsburg umfasste 1438 das Kirchspiel Hermannsburg und hatte damit bereits den Umfang, der auch für das 18. Jahrhundert belegt ist. Dem Kirchspiel Hermannsburg entsprach ursprünglich ein Go, welcher noch 1466 durch einen Gogreven belegt ist, dessen Gerichtsrechte zu dieser Zeit aber schon an die Vogtei in Celle übergegangen waren. Auf diesen Gerichtsbezirk geht auch ein Landgericht zurück, welches vom Celler Vogt in Hermannsburg abgehalten wurde. Seit dem 17. Jahrhundert wurde die Vogtei als Amtsvogtei Hermannsburg bezeichnet. |
| Vogtei Bergen ()              |       | Die Vogtei Bergen setzte sich im 17. Jahrhundert aus den Kirchspielen Bergen, Wietzendorf und Sülze (bis 1502 zum Kirchspiel Bergen zugehörig) zusammen. Der genaue Umfang ist aus den Registern des 16. Jahrhunderts noch nicht ersichtlich, erst 1666 liegen detailliertere schriftliche Zeugnisse vor. Da Bergen und Witzendorf im 14. und 15. Jahrhundert noch als eigenständige Einnahmedistrikte in den Verzeichnissen der Celler Vögte erscheinen, kann davon ausgegangen werden, das die Vogtei erst im 16. Jahrhundert zu einer Verwaltungseinheit zusammengefasst wurde. Zusammen bildeten Bergen und Witzendorf auch zuvor schon ein Gogericht, dem der Celler Vogt vorstand. |
| Vogtei Winsen an der Aller () |       | Die Vogtei Winsen an der Aller umfasste das gleichnamige Kirchspiel mit 22 Ortschaften. Der Name Vogtei Winsen ist erstmals im 16. Jahrhundert belegt, seit dem 17. Jahrhundert wurde die Vogtei dann als Amtsvogtei Winsen bezeichnet. Das Kirchspiel Winsen war ein ehemaliger Go, für 1378 ist eine Gogerichtsverhandlung unter der Leitung des Celler Vogtes belegt. |
| Vogtei Essel ()               |       | Die Vogtei Essel, ab dem 17. Jahrhundert als Amtsvogtei Essel, umfasste das Kirchspiel Schwarmstedt mit 9 dazugehörigen Ortschaften. Der Umfang entsprach bereits im 15. Jahrhundert dem des 17. Jahrhunderts, zu diesem Zeitpunkt wurde die Vogtei in den Register noch als Kirchspiel Schwarmstedt geführt. Das Kirchspiel war ein ehemaliger Go, auf das ein Landgericht zurückging, dem der Celler Vogt vorstand. |
| Vogtei Soltau ()              |       | Die Vogtei Soltau umfasste das Kirchspiel Soltau mit der Stadt Soltau und 16 weiteren Ortschaften. Das Kirchspiel Soltau entsprach einem alten Go, der noch 1378 in den Registern genannt wird. Im 15. Jahrhundert bestand in Soltau noch eine Villikation, die im Besitz des Stiftes Verden war und 1479 an den Lüneburger Herzog verkauft wurde. |
| Vogtei Fallingbostel ()       |       | Die Vogtei Fallingbostel umfasste im 15. Jahrhundert die Kirchspiele Fallingbostel, Meinerdingen, Düshorn und Dorfmark und hatte damit bereits im Wesentlichen den Umfang, der auch im 18. Jahrhundert noch belegt ist. Zeitgleich werden die Kirchspiele in den Schatzregistern des 14. und 15. Jahrhunderts allerdings noch als eigenständige Einnahmebezirke aufgeführt. Im 15. Jahrhundert wurde der Bezirk als Heidmark bezeichnet, die Bezeichnung Vogtei Fallingbostel erscheint erstmals im 16. Jahrhundert. Seit der Mitte des 17. Jahrhunderts wurde sie Amtsvogtei Fallingbostel genannt. Die Vogtei entsprach einem alten Go, auf den ein Landgericht zurückgeht, welches bis ins 18. Jahrhundert vom Celler Vogt gehalten wurde. |
| Vogtei Bissendorf ()          |       | Die Vogtei Bissendorf wurde bis ins 15. Jahrhundert als Wedemark, dann als Vogtei Bissendorf, seit der Mitte des 17. Jahrhunderts schließlich als Amtsvogtei Bissendorf bezeichnet. Sie umfasste im 15. Jahrhundert Ortschaften und Gehöfte der Kirchspiele Brelingen, Bissendorf, Mellendorf, Engelbostel und Helstorf und hatte damit im Wesentlichen den Umfang, der auch für das 18. Jahrhundert belegt ist. Die Wedemark bildete ursprünglich einen Go, dessen Gericht im 15. Jahrhundert vom Celler Vogt in Mellendorf gehalten wurde. |
| Vogtei Burgwedel ()           |       | Die Vogtei Burgwedel bildete sich als einheitlicher Verwaltungsbezirk im 16. Jahrhundert heraus und umfasste seitdem die Kirchspiele Isernhagen, Burgwedel und Wetmar. Die Gebiete wurden zuvor als Grafschaft Burgwedel bezeichnet, die bis ins 15. Jahrhundert dem Vogt zu Neustadt unterstanden. Genaue Erkenntnisse über die Grafschaft liegen jedoch nicht vor. In der Vogtei bestanden ein Freiengericht, welches bis 1672 mehrmals jährlich vom Burgwedeler Vogt abgehalten wurde und ein Hagengericht, das bis ins 18. Jahrhundert vom Celler Vogt gehalten wurde. Ein älterer Gobezirk ist in der Vogtei hingegen nicht nachzuweisen. |
| Vogtei Ilten ()               |       | Zur Vogtei Ilten gehörten im 18. Jahrhundert 14 Ortschaften, die auch als „Das Große Freie“ bezeichnet wurden und ursprünglich einen eigenen Go gebildet hatten. Die Bewohner waren keinem Grundherren zugehörig und besaßen ihre Höfe zu eigen. Die Besitzverhältnisse des Gebietes änderten sich bis ins 16. Jahrhundert mehrfach; erst seit 1512 gehörte es endgültig zum Fürstentum Lüneburg. |

| Name (Lage)                   | Bild | Geschichte der Vogtei |
| ----------------------------- | ---- | --- |
| Amt Winsen a.d. Luhe ()       |      | Das Amt Winsen an der Luhe, seit dem 15. Jahrhundert auch als Großvogtei Winsen bezeichnet, bildete einen Verwaltungsmittelpunkt im nördlichen Teil des Fürstentums Lüneburg. Sitz des Amtes war die Burg bzw. das Schloss in Winsen. Nach der Zerstörung der Burg auf dem Kalkberg 1371 verlagerte sich hier hin die Verwaltung der Lüneburger Großvogtei, die bis dato Verwaltungsmittelpunkt für die billungisch-welfischen Güter im nördlichen Teil des Herzogtums gewesen war. Mehrere Vogteien unterstanden dem Amt in Winsen; der Umfang des Amtes und die genauen Abhängigkeitsverhältnisse veränderten sich allerdings im Laufe der Geschichte mehrfach und sind aus den Quellen auch nur zum Teil ersichtlich. Mellinger ordnet ihr in seinem Ämteratlas die Stadt Winsen, die Vogteien Marsch und Neuland, den Go Salzhausen (die spätere Vogtei Garlsdorf) und die Vogtei Bardowick direkt zu. Pattensen, Amelinghausen und Bienenbüttel werden zwar auf eigenen Karten dargestellt, durch ihre Bezeichnung als Vogteien wird aber ihr Abhängigkeitsverhältnis vom Amt in Winsen deutlich. Im 18. Jahrhundert umfasste das Amt Winsen schließlich die Stadt Winsen, die Vogteien Marsch und Neuland sowie die Amtsvogteien Pattensen, Amelinghausen, Bardowick, Garlsdorf und Bienenbüttel. Im Gegensatz zur Großvogtei Celle wurde Winsen bis ins 16. Jahrhundert wiederholt verpfändet, erst seit 1523 stand Winsen dauerhaft unter landesherrlicher Verwaltung. |
| Vogtei Amelinghausen ()       |      | Die Vogtei Amelinghausen umfasste 1450 39 Ortschaften. Zum Teil befanden sich diese Orte auf den Hoheitsgebieten angrenzender Ämter, Streitigkeiten der Ämter über die Zuständigkeiten in Hoheitsfragen zogen sich bis 1664 hin. Die Vogtei geht auf einen ehemaligen Go zurück, dessen Gericht noch im 16. Jahrhundert als Landgericht vom Winsener Hauptmann abgehalten wurde. Zu diesem Zeitpunkt hatten die Celler Herzöge bereits den Großteil der grundherrlichen Rechte und der Gerichtsrechte in der Vogtei in ihren Händen vereinigt. Lediglich die Holzungsgerichte der Kirchspiele Amelinghausen und Raven verblieben bis in das 19. Jahrhundert im Besitz adeliger Familien, ebenso das Holzgericht über den Druwald, welches im Besitz des Bischofs von Verden war. Die Vogtei, bzw. seit dem 17. Jahrhundert Amtsvogtei, Amelinghausen unterstand dem Amt in Winsen. |
| Vogtei Pattensen ()           |      | Die Vogtei Pattensen geht auf einen ehemaligen Gogerichtsbezirk zurück und entsprach dem Kirchspiel Pattensen. Das Gogericht wurde als Landgericht zusammen mit dem Holzungsgericht vom Winsener Hauptmann bzw. in späteren Jahren von einem Landgerichtskommisar auf dem Amtshof in Pattensen abgehalten. Der Umfang der Vogtei wird zuerst im Landschatzregister von 1450 deutlich, zu dieser Zeit umfasste die Vogtei 13 Ortschaften. Im 17. Jahrhundert wurde Pattensen, nun als Amtsvogtei, mit der Acht Ramelsloh vereinigt. Ramelsloh geht vermutlich ebenfalls auf einen Gogerichtsbezirk und eine Holzmark (Acht) zurück. 1450 wurde sie im Landesschatzregister noch als eigenständiger Einnahmebezirk aufgeführt und umfasste zu dieser Zeit 22 Ortschaften. Die Vogtei, bzw. seit dem 17. Jahrhundert Amtsvogtei, Pattensen unterstand dem Amt in Winsen. |
| Vogtei Bienenbüttel ()        |      | Die Vogtei Bienenbüttel umfasste im Jahr 1450 schatzpflichtige Höfe in 52 Ortschaften, 1795 hatte sie Untertanen in 61 Orten. Die pflichtigen Höfe der Vogtei verteilten sich auf die Hoheitsgebiete der Ämter Lüne, Scharnebeck, Bleckede, Garze, Medingen, Ebstorf, Bodenteich und Winsen, der Ort Bienenbüttel selbst befand sich im Amt Medingen. Es wird vermutet, dass die pflichtigen Höfe unter den Billungern noch einen geschlossenen Komplex gebildet hatten und dieser durch Vererbungen und Schenkungen an die Klöster Kemenade, Medingen, Lüne, St. Michaelis und Scharnebeck aufgelöst wurde. Die Vogtei, bzw. seit dem 17. Jahrhundert Amtsvogtei, Bienenbüttel unterstand dem Amt in Winsen. 1795 wurde die Vogtei aufgelöst. |
| Amt Harburg ()                |      | Das Amt Harburg gliederte seit der Mitte des 17. Jahrhunderts in die sechs Marschvogteien Finkenwerder, Altenwerder, Lauenbruch, Kirchwerder, Over und Neuland sowie die vier Geestvogteien Höpen, Hittffeld, Jesteburg und Tostedt. Insgesamt umfasste das Amt damit sieben Elbinseln, eine Stadt, 90 Dörfer und 12 eigenständige Höfe. Harburg gehörte ursprünglich zur Grafschaft Stade, bis Herzog Otto 1236 erstmals mit dem Gebiet belehnt wurde. Bis ins 16. Jahrhundert war Harburg zumeist verpfändet gewesen, unter anderem an die Städte Hamburg, Lüneburg und Hannover. 1527 erhielt Herzog Otto die Herrschaft Harburg als Abfindung für seinen Regierungsverzicht. Seitdem bildete Harburg, 1560 ergänzt um das Amt Moiseburg, einen eigenen Herrschaftsbereich, der jedoch keine vollständige Souveränität erlangte. Nach dem Aussterben der Harburger Linie der Welfen im Jahr 1642 fiel das Amt an die Celler Linie zurück und stand seitdem unter landesherrlicher Verwaltung. |
| Vogtei Tostede ()             |      | Die Vogtei Tostedte umfasste Anfang des 17. Jahrhunderts 14 Ortschaften. Im 18. Jahrhundert hatte sie ihre Eigenständigkeit verloren und war nur noch eine Untervogtei des Amtes Harburg. Zu dieser Zeit bestand sie aus 19 Ortschaften des Kirchspiels Tostedt, sechs Ortschaften des Kirchspiels Hollenstedt und einer Ortschaft des Kirchspiels Undeloh. Vermutlich entsprach Tostedt einem ehemaligen Go. Ein Landgericht wurde bis in das 17. Jahrhundert gehalten. |
| Amt Moisburg ()               |      | Das Amt Moisburg gliederte sich im 18. Jahrhundert in die Vogteien Moisburg mit 6 Ortschaften, die Vogtei Hollenstedt mit 26 Ortschaften und die Vogtei Elstorf mit 15 Ortschaften. Der Umfang des Amtes geht im Wesentlichen auf das 16. Jahrhundert zurück, im 15. Jahrhundert sind für die Vogedie Moisedeborg lediglich 17 Ortschaften belegt. Moisburg gehörte ursprünglich zur Grafschaft Stade, bis Herzog Otto 1236 erstmals mit dem Gebiet belehnt wurde. Bis 1560 war das Amt zumeist verpfändet gewesen, unter anderem an die Stadt Lüneburg und den Familien von Oppershausen und von der Wense. 1560 kam das Amt an die Herrschaft Harburg, nach dem Aussterben der Harburger Linie der Welfen 1642 kam es zurück an die Celler Linie und stand seitdem unter landesherrlicher Verwaltung. |
| Amt Meinersen ()              |      | Das Amt Meinersen geht auf die Vogtei des Schlosses Meinersen zurück. Dieses befand sich bis in das 14. Jahrhundert im Besitz der edelfreien Familie von Meinersen und war ursprünglich ein reichsunmittelbares Lehen. Im 14. Jahrhundert traten die welfischen Herzöge jedoch bereits als Lehnsherren auf, ihre Selbständigkeit hatten die Familie zu diesem Zeitpunkt bereits verloren. Von 1428 bis 1512 gehörte es zum Fürstentum Wolfenbüttel, bis es durch den Vertrag von Minden wieder an Lüneburg fiel. Im 16. Jahrhundert war es noch an die Familie von Saldern verpfändet, bis es 1532 eingelöst wurde und seitdem unter landesherrlicher Verwaltung stand. Im 18. Jahrhundert wurde es unterteilt in die Hausvogtei, die Vogtei Ütze und die Gogräfschaft Edemissen. Letztere bildete ursprünglich einen eigenen Gerichtsbezirk, für die Hausvogtei und für Ütze lässt sich dies nicht nachweisen. Es wird vermutet, dass das Amt den Umfang des 18. Jahrhunderts bereits 1512 bei dem Anfall an Lüneburg hatte. |
| Amt Burgdorf ()               |      | Das Amt Burgdorf umfasste im 18. Jahrhundert die Kirchspiele Obbershagen, Burgdorf, Steinwedel und Horst mit insgesamt einer Stadt und 20 Ortschaften. Die Kirchspiele Burgdorf, Steinwedel und Horst bildeten ein Go, dessen Gerichtsverfassung sich bis ins 16. Jahrhundert erhalten hat. Burgdorf war 1422 nach einer Fehde mit dem hildesheimischen Bischof von diesem an die Celler Herzöge abgetreten worden. Bis ins 17. Jahrhundert war es zumeist verpfändet, unter anderem an Mitglieder der Zentralverwaltung des Fürstentums. Erst seit 1659 stand das Amt unter landesherrlicher Verwaltung. |
| Amt Ahlden ()                 |      | Das Amt Ahlden gründete sich auf einen ehemaligen Go und eine Villikation und gehörte seit dem 15. Jahrhundert zum Fürstentum Lüneburg. Es umfasste die Kirchspiele Ahlden mit den Flecken Ahlden und Hudemühlen, 10 Dörfer und zwei eigenständige Höfe sowie das Kirchspiel Eickeloh mit zwei Dörfern. Bis in das 16. Jahrhundert waren das Schloss Ahlden und die Vogtei zumeist verpfändet gewesen, unter anderem an die Familie von Mandelsloh. Von 1694 bis 1726 wurde Sophie Dorothea nach Ahlden verbannt und erhielt das Amt als Leibgedinge. Im 16. Jahrhundert stand Ahlden unter der Aufsicht des Celler Großvogtes, im 17. Jahrhundert und dann wieder von 1726 bis 1784 stand es gemeinsam mit den Ämtern Rethem und Walsrode unter der Oberaufsicht eines adeligen Landdrosten. |
| Amt Rethem ()                 |      | Mittelpunkt des Amtes Rethem war die Burg Rethem. Diese war seit der ersten Hälfte des 14. Jahrhunderts in landesherrlichem Besitz, befand sich aber im 15. und 16. und 17. Jahrhundert zumeist im Pfandbesitz der Stadt Lüneburg. Dauerhaft unter landesherrlicher Verwaltung stand das Amt erst seit der Mitte des 17. Jahrhunderts. Das Amt gliederte sich im 18. Jahrhundert in die Hausvogtei, die Gogräfschaft Boitzen, die Gogräfschaft Cordingen und das adelige Gericht Wahlingen. Die Hausvogtei, die unter diesem Namen erst im 18. Jahrhundert erwähnt wird, umfasste neben der Stadt Rethem drei Dörfer und drei Höfe. Die Gogräfschaft Boitzen war ein altes Gogericht, dass neben dem Kirchspiel Boitzen auch die Holzmark Boitzen umfasste. Dessen Gericht wurde als Landgericht bis ins 16. Jahrhundert unter Leitung des Rethemer Amtsmannes gehalten. Die Gogräfschaft Cording entsprach dem Kirchspiel Walsrode und geht ebenfalls auf ein Gogericht zurück. Das adelige Gericht Wahlingen umfasste neun Dörfer in den Kirchspielen Rethem und Kirchwahlingen und elf freie Burgmannsitze. In ihm hatte sich ein Gericht erhalten, welches die niedere und höhere Gerichtsbarkeit besaß und dessen Vorsitzender von den ansässigen Burgmannfamilien gewählt wurde. 1852 wurde das Gericht aufgehoben. Rethem stand seit der Mitte des 17. Jahrhunderts bis 1784 gemeinsam mit den Ämtern Ahlden und Walsrode unter der Oberaufsicht eines adeligen Landdrosten. |
| Amt Walsrode ()               |      | Das Amt Walsrode entstand 1528 im Zuge der Reformation durch Säkularisation der Propsteigüter des Benediktinerklosters Walsrode. Es war das kleinste der lüneburgischen Ämter und umfasste als Gerichtsbezirk lediglich die Klostergebäude, das Vorwerk mit den Propsteiländereien, das Amtshaus, zwei Pfarrhäuser, die Witwenhäuser sowie zwei weitere Hausstellen, sofern deren Bewohner nicht der Gerichtsbarkeit der Stadt Walsrode unterstanden. Grundherrschaftliche Rechte übte es über 60 Hofstellen aus, die sich jedoch auf dem Hoheitsgebiet der umgebenden Ämter und Vogteien befanden. |
| Amt Bütlingen ()              |      | Das Amt Bütlingen bestand im 18. Jahrhundert aus den Ortschaften Bütlingen, Lüdershausen, Barum und Brietlingen. 1450 werden Bütlingen und Lüderhausen noch zur Vogtei Bardowick gezählt, erst danach erlangten sie ihre Selbständigkeit. Nachdem Lüderhausen 16. Jahrhundert noch eine eigenständige Vogtei ist, wird sie im 17. Jahrhundert schließlich Teil des Amtes Bütlingen. 1794 wurde das Amt Bütlingen mit dem Amt Scharnebeck vereinigt. |
| Amt Lüne ()                   |      | Das Amt Lüne entstand 1529 im Zuge der Reformation zur Verwaltung der säkularisierten Propsteigüter des Klosters Lüne. Es bildete zusammen mit Scharnebeck den Go Modesstorp, dessen Gericht noch im 18. Jahrhundert gehalten wurde. Zu dieser Zeit gliederte es sich in die Hausvogtei und die Vogtei Barendorf. Die Hausvogtei umfasste 30 Dörfer, die sich zum Teil auf dem Hoheitsgebiet des Amtes Winsen an der Luhe befanden. Die Vogtei Barendorf umfasste 21 Dörfer, die zum Teil in den Ämtern Medingen, Scharnebeck und Bleckede lagen. 1794/1795 wurden dem Amt Lüne gerichtsherrliche und landesherrliche Kompetenzen über insgesamt 53 Untertanen übertragen, die auf dem Hoheitsgebiet des Amtes lebten, zuvor aber anderen Ämtern zugehörig waren. |
| Amt Scharnebeck ()            |      | Das Amt Scharnebeck entstand im Zuge der Reformation zur Verwaltung der säkularisierten Propsteigüter des Klosters Scharnebeck. Es bildete zusammen mit Lüne den ehemaligen Go Modesstorp, dessen Gericht noch im 18. Jahrhundert gehalten wurde. Im 18. Jahrhundert umfasste es die Kirchspiele Scharnebeck und Echem sowie Untertanen in neun Dörfer des Amtes Lüne, sechs des Amtes Bleckede, drei des Amtes Lauenburg und fünf des Amtes Winsen an der Luhe. 1794 wurde das Amt Scharnebeck mit dem Amt Bütlingen vereinigt. |
| Amt Ebstorf ()                |      | Das Amt Ebstorf entstand 1528 im Zuge der Reformation durch Säkularisation der Propsteigüter des Benediktinerinnenklosters Ebstorf und bestand aus den ehemaligen Goen Ebstorf und Münster. Der Go Ebstorff wird erstmals in einer Urkunde aus dem Jahr 1380 unter dem Namen „ghoo to Ebbekestorpe“ erwähnt und gehörte zu dieser Zeit bereits dem Kloster, den Go Munster erwarb das Kloster spätestens im Jahr 1450. Die Gogerichte wurden als Landgerichte noch im 18. Jahrhundert regelmäßig in Ebstorf und in Munster gehalten. Das Amt gliederte sich im 18. Jahrhundert in die Veesten Hanstedt, Wriedel, Munster, Oerrel, Schwienau, das Kleyveest sowie das Schwienauer Veest und umfasste zu dieser Zeit 48 Ortschaften, 7 Höfe und einen Flecken. Zwei dieser zum Amt Ebstorf gehörenden Ortschaften befanden sich auf dem Hoheitsgebiet des Amtes Bodenteich. Die Einteilung nach Veesten geht schon aus den Urkunden des 15. Jahrhunderts hervor und hatte bis in das 19. Jahrhundert bestand. 1852 kam es schließlich zu einer Neugliederung des Amtes. |
| Amt Medingen ()               |      | Das Amt Medingen war 1529 durch die Säkularisation der Propsteigüter des Zisterzensierklosters Medingen entstanden. 1665 umfasste es 57 Ortschaften und gliederte sich in die Bevenser Vogtei, die Hausvogtei, den Barumer Veest, den Riester Veest, den Addenstorfer Veest, den Niendorfer Veest, den Oldenmedinger Veest, den Strohter Veest und den Großen Hesebecker Veest. Dieser Umfang blieb im Wesentlichen bis 1794/1795 bestehen, als Medingen von den Ämtern Bienenbüttel und Bodenteich die Zuständigkeit für weitere Ortschaften erhielt. Der Umfang des Amtes ging auf den Go Bevensen zurück, dessen Gogericht bis ins 17. Jahrhundert abgehalten wurde. Die Gogerichtsbarkeit befand sich ursprünglich im Besitz des Bischofs von Verden, wurde dann von diesem 1450 an das Kloster St. Michaelis verkauft, welches es 1481 an das Kloster in Medingen veräußerte. |
| Amt Bleckede ()               |      | Das Amt Bleckede gliederte sich im 18. Jahrhundert in die Hausvogtei, die Marschvogtei, die Vogtei Barskamp und die Dahlenburger Vogtei. Im Wesentlichen hatte das Amt damit noch im 18. Jahrhundert den Umfang, der auch im 16. Jahrhundert belegt ist. Das Amt geht auf die Vogtei der Burg Bleckede zurück, die die Celler Herzöge 1308 erwarben. Das Amt befand sich bis ins 16. Jahrhundert in Pfandbesitz der Stadt Lüneburg, erst seit 1561 stand das Amt unter landesherrlicher Verwaltung. |
| Amt Bodenteich ()             |      | Das Amt Bodenteich gliederte sich im 18. Jahrhundert in die Hausvogtei, die Vogtei Suderburg, die Vogtei Jarlitz, den Veest Stadensen, den Veest Halligdorf, den Veest Moltzen, den Veest Könau und den Veest Spiethal. Zusätzlich befanden sich auf seinem Hoheitsgebiet das Amt Oldenstadt und die kanzleisässige Stadt Uelzen. Das Amt war bis ins 17. Jahrhundert mehrmals verpfändet worden, erst seit 1654 stand es dauerhaft unter landesherrlicher Verwaltung. |
| Amt Hitzacker ()              |      | Das Amt Hitzacker geht auf die Vogtei der Burg Hitzacker zurück. Die Burg wird bereits in der Teilungsurkunde der Kinder Heinrich des Löwen aus dem Jahr 1203 erwähnt. Die Besitzverhältnisse sind in den folgenden Jahrhunderten jedoch noch umstritten, erst im 14. Jahrhundert fiel sie endgültig an die Celler Linie der Welfen. Die Burg und die Vogtei waren seitdem von den Herzögen wiederholt verpfändet worden. Im 14. Jahrhundert befanden sie sich im Pfandbesitz der Stadt Lüneburg, im 15. und 16. Jahrhundert im Besitz der Familie von Bülow. 1591 erhielt Heinrich der Jüngere die Vogtei als Teil der Herrschaft Dannenberg zugesprochen, welche jedoch keine vollständige Souveränität erlangte. Nach dem Aussterben der Dannenberger Linie im Jahr 1671 fiel die Vogtei dann wieder an die Celler Hauptlinie. Die Vogtei Hitzacker wird als einheitlicher Verwaltungsbezirk erstmals im Schatzregister von 1450 erwähnt und umfasste zu dieser Zeit 41 Ortschaften. 1717 bestand Hitzacker, nun als Amt Hitzacker, aus 51 Ortschaften. Diese wurden in die Überelbischen Dörfer (9 Ortschaften), die Marschdörfer (4 Ortschaften) und die Geestdörfer (38 Ortschaften) unterschieden. Für die Organisation der landesherrlichen Dienste war das Amt in Tuchten unterteilt, denen jeweils drei bis sieben Orte angehörten. Die genaue Zusammensetzung und Benennung der Tuchten änderte sich immer wieder. Innerhalb der Hoheitsgrenzen der Vogtei befanden sich im 18. Jahrhundert noch zwölf Ortschaften des Amtes Dannenberg und eine Ortschaft des Amtes Wustrow. 1859 wurde Hitzacker mit dem Amt Dannenberg zusammengelegt. |
| Amt Lüchow ()                 |      | Das Amt Lüchow geht zurück auf die Grafschaft Lüchow. Diese umfasste ursprünglich Schloss und Stadt Lüchow und die Schlösser Gartow, Bodenteich, Wustrow und Klötze. Urkundlich erstmals 1144 erwähnt, erwarb Herzog Otto die Grafschaft im Jahr 1320. Die Vogtei Lüchow wird erstmals 1371 in einer Pfandverschreibung erwähnt, der damalige Umfang der Vogtei ist aus der Urkunde aber nicht ersichtlich. Lüchow war bis ins 16. Jahrhundert zumeist verpfändet gewesen. 1548 wurde das Amt mit dem Amt Warpke vereinigt. Bis zu dieser Vereinigung war auch Warpke zumeist verpfändet gewesen, unter anderem an die Familien von Bodenteich, von der Schulenburg und von Meding. 1591 erhielt Herzog Heinrich das Amt Lüchow als Abfindung für seinen Verzicht auf eine Regierungsbeteiligung. Lüchow wurde damit Teil der Herrschaft Dannenberg, die jedoch keine vollständige Souveränität erreichte und nach dem Aussterben der Dannenberger Linie der Welfen wieder an die Celler Linie zurückfiel. 1695 kam es zu einer Flurbereinigung, infolge dessen zwischen den Ämtern Lüchow, Dannenberg und dem geschlossenen Gericht Gartow zerstreut liegende Besitzungen ausgetauscht wurden. |
| Amt Dannenberg ()             |      | Das Amt Dannenberg geht auf die Grafschaft Dannenberg zurück, die urkundlich erstmals 1162 erwähnt wird und 1303 von Herzog Otto II. erworben wurde. Die Vogtei umfasste laut einem Schatzregister im Jahr 1450 mehr als 50 Ortschaften, von denen im 18. Jahrhundert noch 45 zum Amt Dannenberg gehörten. Zu dieser Zeit wurde sie in die Marschvogtei mit 32 Ortschaften und die Hausvogtei mit einer Stadt, 40 Ortschaften und drei eigenständigen Höfen unterteilt. Diese Unterteilung basierte nicht auf alten Kirchspiel- oder Gogrenzen, sondern richtete sich an topographischen Grenzen aus. Für die landesherrlichen Dienste war das Amt in Tuchten unterteilt, wobei jeweils mehrere Dörfer zu einer Tuchte gehörten. Bis in das 16. Jahrhundert war das Amt zumeist verpfändet, Pfandnehmer waren unter anderem die Stadt Lüneburg und die Familie von Bülow. 1569 fiel das Amt Dannenberg als Abfindung für seinen Regierungsverzicht an Herzog Heinrich zu Braunschweig und Lüneburg und bildete zusammen mit dem Amt Schnackenburg die Herrschaft Dannenberg. Er ließ das Schloss Dannenberg als Residenz errichten. 1671 kam Dannenberg zurück an die Celler Linie der Welfen und stand seitdem unter landesherrlicher Verwaltung. 1859 wurde es mit dem Amt Hitzacker vereinigt und ging 1885 im Kreis Dannenberg auf. |
| Amt Knesebeck ()              |      | Das Amt Knesebeck umfasste im 18. Jahrhundert einen Flecken, 25 Ortschaften, 6 eigenständige Höfe und die adeligen Gerichte in Brome und in Fahrenhorst. Derselbe Umfang ist im Wesentlichen auch schon im 16. Jahrhundert belegt. Das Amt geht auf die Vogtei der Burg Knesebeck zurück, die sich bis ins 14. Jahrhundert im Besitz der Familie von Knesebeck befand, bis sie 1343 durch die Herzöge Otto und Wilhelm käuflich erworben wurde. In den folgenden Jahrhunderten war das Amt zumeist verpfändet, zuletzt von 1672 bis 1754 an die Familie Grote. Das adelige Gericht Brome gehörte der Familie von der Schuleburg, die neben der niederen auch die obere Gerichtsbarkeit ausübten. Ob es sich um ein sogenanntes geschlossenes adelige Gericht gehandelt habe, also ob neben der Gerichtsherrschaft auch die Hoheitsrechte von der Familie von der Schulenburg ausgeübt wurden, ist in der Literatur jedoch umstritten. Dem Inhaber des adeligen Gerichtes Fahrenhorst stand die niedere und obere Gerichtsbarkeit zu, während die Hoheitsrechte vom Amt Knesebeck ausgeübt wurden. |
| Amt Isenhagen ()              |      | Das Amt Isenhagen entstand 1533 durch die Säkularisation der Propsteigüter des Zisterzensierklosters Isenhagen im Zuge der Reformation. Zum geschlossenen Hoheitsgebiet, in dem das Amt die Binnengerichtsbarkeit ausübte, gehörten lediglich die Ländereien des Klosters mit Prediger- und Küsterwohnung, das Amtshaus, das Vorwerk, die Brauerei, die Mühle und die Ortschaft Alt-Isenhagen. Darüber hinaus übte das Amt die Grundherrschaft über Hausstellen in den Ämtern Gifhorn, Bodenteich, Knesebeck, Medingen, Lüchow und Bleckede aus. 1799 wurde das Gebiet des Amtes deutlich vergrößert, als es vom Amt Gifhorn die Zuständigkeit für die Gogräfschaft Hankensbüttel und die Vogtei Steinhorst erhielt. |
| Gogräfschaft Hankensbüttel () |      | Die Gogräfschaft Hankensbüttel gehörte im 18. Jahrhundert zum Amt Gifhorn und umfasste zu diesem Zeitpunkt Ortschaften in den Kirchspielen Hankensbüttel, Sprakensehl und Isenhagen. Im 16. Jahrhundert war die Gogräfschaft noch ein eigenständiger Gerichtsbezirk, in dem der Hauptmann von Gifhorn drei Mal im Jahr ein Gericht abhielt. |
| Vogtei Steinhorst ()          |      | Die Vogtei Steinhorst bildete mit der Gogräfschaft Hankensbüttel und der Vogtei Wahrenholz einen älteren Gerichtsbezirk mit dem Namen „Heidmark“, der noch im 16. Jahrhundert als Einnahmebezirk in den Urkunden erwähnt wird. Im 18. Jahrhundert war die Vogtei zunächst Teil der Amtsvogtei Gifhorn und umfasste zu diesem Zeitpunkt vier Ortschaften im Kirchspiel Steinhorst, vier Ortschaften im Kirchspiel Oesingen und eine Ortschaft im zur Amtsvogtei Bedenbostel gehörenden Kirchspiel Eldingen. 1799 fiel die Vogtei an das Amt Isenhagen. |
| Amt Gifhorn ()                |      | Das Amt Gifhorn bestand im 16. Jahrhundert aus der amtssässigen Stadt Gifhorn und 14 Ortschaften im gleichnamigen Kirchspiel. Mittelpunkt des Amtes war das Schloss in Gifhorn, welches eine der wichtigsten Festungen an der Südgrenze des Fürstentums war. Im 13. und 14. Jahrhundert wechselte Gifhorn mehrmals die Besitzer; erst seit 1428 gehörte es endgültig zum Fürstentum Lüneburg. Bis 1520 war Gifhorn zumeist verpfändet, unter anderem an die Stadt Lüneburg und die Herren von Bokmast. 1539 erhielt Herzog Franz Schloss und Amt Gifhorn als Abfindung für seinen Regierungsverzicht. Das sogenannte Herzogtum Gifhorn blieb jedoch Teil des Hoheitsgebietes des Fürstentums und fiel nach Franz Tod im Jahr 1549 wieder an die Hauptlinie in Celle. Im 18. Jahrhundert umfasste es zusätzlich zu den nun als Hausvogtei bezeichneten Gebieten des Kirchspiels Gifhorn die Vogtei Wahrenholz, die Vogtei Steinhorst, die Gogräfschaft Hankensbüttel und den sogenannten Papenteich, die alte Gogräfschaft Rötgesbüttel. 1799 trat das Amt die Zuständigkeiten für die Gogräfschaft Hankensbüttel und die Vogtei Steinhorst an das Amt Isenhagen ab. |
| Papenteich im Amt Gifhorn ()  |      | Der Papenteich im Amt Gifhorn geht auf die Gogräfschaft Rötgesbüttel zurück. Diese war noch im 16. Jahrhundert ein eigenständiger Gerichtsbezirk, in dem der Hauptmann von Gifhorn drei Mal im Jahr ein Gericht abhielt. Im 18. Jahrhundert war der Papenteich Teil des Amtes Gifhorn und umfasste zu diesem Zeitpunkt 41 Ortschaften und 7 eigenständige Höfe. |
| Amt Fallersleben ()           |      | Mittelpunkt des Amtes Fallersleben war das Schloss Fallersleben. Dieses wechselte im 13. und 14. Jahrhundert mehrmals die Besitzer, erst seit 1428 gehörte es endgültig zum Fürstentum Lüneburg. Im 15. Jahrhundert war es an die Familien von Bülow und von Alvensleben verpfändet, im 17. Jahrhundert befand es sich dann noch einmal im Pfandbesitz der Familie von der Wense, bis es 1641 eingelöst wurde und seitdem unter landesherrlicher Verwaltung stand. Im 18. Jahrhundert wurde es in die Gogräfschaft Grevenla und die Gogräfschaft Hasenwinkel unterteilt, denen jeweils ein Gograf vorstand. Die Gogräfschaft Grevenla umfasste den Flecken Fallersleben und Höfe in den Kirchspielen Fallersleben, Hattorf, Sülfeld und die Wolfsburg. Die Gogräfschaft Hasenwinkel umfasste den Kirchort Heiligendorf und Ortschaften der Kirchspiele Neiendorf, Rode und Ochsendorf. |
| Amt Campen ()                 |      | Das Amt Campen mit der Burg Campen als Amtssitz kam durch den Vertrag von Minden 1512 an das Fürstentum Lüneburg. 1706 wurde es an das Fürstentum Braunschweig-Wolfenbüttel abgetreten. |
| Amt Klötze ()                 |      | Das Amt Klötze bildete eine Exklave und war von der Altmark Brandenburg umgeben. Amtssitz war die Burg Klötze. Das Amt bestand aus mehreren, nicht zusammenhängenden Flecken und umfasste die Ortschaften Klötze, Kakerbeke, Lockstedt, Trippigleben, Breitenfelde (zur Hälfte), Röwitz, Kusey, das herrschaftliche Vorwerk Dölnitz, die Försterei Gansau und den Krug Kickernitz. Klötze gehörte seit dem 14. Jahrhundert zum Fürstentum Lüneburg, nachdem die Herzöge Bernhard und Heinrich die Burg militärisch erobert hatten. Klötze ist zumeist verpfändet gewesen, unter anderem an die Familien von der Schulenburg, von Alvensleben und Grote. Von letzterer ist es 1743 eingelöst worden und stand seitdem unter landesherrlicher Verwaltung. 1815 ist das Amt Klötze an Preußen abgetreten worden. |